# Transporter 2
Transporter 2 is een Franse actiefilm uit 2005, geregisseerd door Louis Leterrier en geproduceerd door Luc Besson. De film is het vervolg op The Transporter uit 2002. Zelf kreeg de film een vervolg in 2008 getiteld Transporter 3.
De hoofdrol wordt wederom vertolkt door Jason Statham.

## Plot
Frank Martin is sinds de vorige film verhuisd van Frankrijk naar Miami. Hij wordt ingehuurd als tijdelijke chauffeur voor de rijke familie Billings. Het huwelijk van Audrey en Jefferson Billings staat op springen vanwege de drukke baan die Jefferson heeft. Hij is hoofd van de National Drug Control Policy. Frank vervoert geregeld het zoontje van de familie, Jack, in zijn nieuwe Audi A8 W12.
Wanneer Frank op een dag Jack naar de huisarts moet brengen voor zijn periodieke controle, ontdekt hij dat de echte dokter en diens receptionist zijn vermoord en vervangen door criminelen die Jack willen ontvoeren. Frank kan met Jack ontkomen, maar zodra ze bij het huis van de Billings arriveren wordt Jack door een sluipschutter gedwongen uit de auto te stappen en deze, samen met Jack, af te staan aan Lola, een van de criminelen uit de huisartsenpraktijk.
Frank slaagt er later in Jack te bevrijden door het losgeld dat was geëist te betalen. Wat niemand weet is dat de criminelen Jack hebben geïnjecteerd met een virus dat iedereen in zijn nabije omgeving kan infecteren en doden. Bovendien wordt Frank er zelf van verdacht onder een hoedje te spelen met de ontvoerders. Frank ontdekt wat er gaande is en slaagt erin om het tegengif voor het virus te bemachtigen. Hij haast zich terug naar het huis en geeft Jack het tegengif.
Frank begeeft zich vervolgens naar het huis van Gianni, de leider van de ontvoerders. Hij ontdoet zich van diens vele handlangers. Gianni blijkt te werken voor een Colombiaans drugskartel dat hem heeft ingehuurd om via Jack en het virus Jefferson, die werkt aan een internationale samenwerking van anti-drugsorganisaties wereldwijd, om te brengen. Dan komt Lola binnen. Na een korte Mexican standoff slaagt Frank erin haar te doden.
Gianni, die in de chaos kon ontkomen, vlucht naar een op hem wachtend vliegtuig. Frank kan nog net op tijd ook aan boord klimmen. Aan boord ontstaat een worsteling waarbij de piloot wordt doodgeschoten, waarna het vliegtuig in zee stort. Frank kan Gianni in het zinkende vliegtuig overmeesteren, waarna de twee door boten worden opgepikt. De Billings krijgen allemaal het tegengif.

## Rolverdeling
- Jason Statham - Frank Martin
- Alessandro Gassman - Gianni Chellini
- Amber Valletta - Audrey Billings
- François Berléand - Inspecteur Tarconi
- Matthew Modine - Jefferson Billings
- Kate Nauta - Lola
- Hunter Clary - Jack Billings
- Keith David - Stappleton
- Jason Flemyng - Dimitri
- Shannon Briggs - Max
- Gregg Weiner - Tipov
- Jeff Chase - Vasily
- Tim Ware - Marshal Hoffman
- Marc Macaulay - Marshal Brown
- AnnaLynne McCord - Autodievegge
- Raymond Tong - Rastaman
- George Kapetan - Dr. Sonovitch
- Marty Wright - SWAT-commandant
- David Belle (stunts)
- Greg Pitts - Officier
- Henry Jakeman - Handlanger

## Achtergrond
Volgens regisseur Louis Leterrier is Frank Martin "de eerste homoseksuele actieheld die uit de kast komt", te weten op het moment dat hij "It's because of who I am" zegt Dit is echter in tegenspraak met de vorige en volgende films, waarin Frank een relatie heeft met een vrouw.
Transporter 2 bracht wereldwijd 85 miljoen dollar op. De film kreeg net als zijn voorganger gemengde reacties van critici. Op Metacritic scoorde Transporter 2 56/100. Op Rotten Tomatoes gaf 50% van de recensenten de film een goede beoordeling. Roger Ebert van de Chicago Sun-times gaf de film 3 van 4 sterren, en noemde hem een verbetering ten opzichte van zijn voorganger.